# Porte Saint-Martin (Paris)

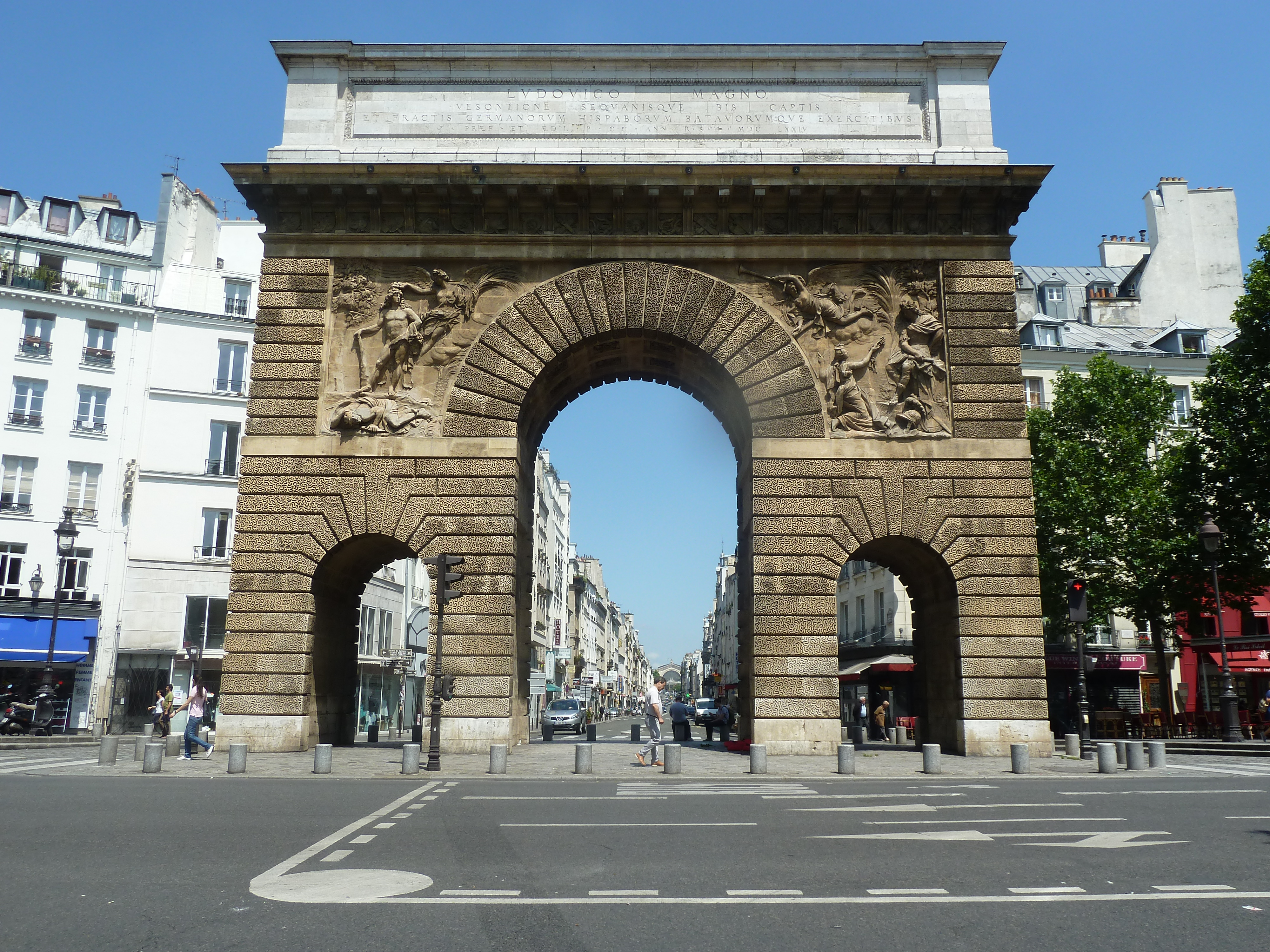
Porte Saint-Martin

Die Porte Saint-Martin ist wie die Porte Saint-Denis ein Triumphbogen aus dem 17. Jahrhundert an den Grands Boulevards (große Boulevards) in Paris. Sie befindet sich im 10. Arrondissement, an der Kreuzung der Straßen Rue Saint-Martin, Rue du Faubourg Saint-Martin, Boulevard Saint-Martin und Boulevard Saint-Denis. Die nächsten Metrostationen sind Strasbourg – Saint-Denis der Linien 4, 8 und 9. 1862 wurde das Gebäude in die Liste der französischen Baudenkmäler als Monument historique aufgenommen.

## Geschichte
Um 1670 wurden an der Stelle der im 14. Jahrhundert unter Karl V. errichteten Stadtmauer die Grands Boulevards angelegt. Die heutige Porte Saint-Martin wurde 60 Meter nördlich des ehemaligen Stadttores, das ebenfalls Porte Saint-Martin hieß, in der Form eines antiken Triumphbogens gebaut. Diesen widmete die Stadt Paris 1674 dem König Ludwig XIV. zum Gedenken an seine Siege in der Franche-Comté während des Holländischen Krieges.
Der Architekt der Porte Saint-Martin war Pierre Bullet, ein Schüler von François Blondel, des Erbauers der 1672 errichteten Porte Saint-Denis, die sich in 200 Meter Entfernung befindet.

## Architektur
Der Triumphbogen hat eine Höhe von 18 Metern und ist ebenso breit. Er ist aus großen, regelmäßig behauenen Kalksteinquadern mit deutlich markierten Fugen errichtet. In der Mitte öffnet sich eine große Rundbogenarkade, die beiden seitlichen Durchgänge sind halb so groß.
Nord- und Südseite sind mit Reliefs versehen. Das linke Relief der Nordseite, von Gaspard Marsy geschaffen, stellt die Niederlage der Habsburger dar. Ludwig XIV. verscheucht in Gestalt des Kriegsgottes Mars einen Adler und hält einen mit drei Lilien verzierten Schild in der Hand. Das rechte Relief stammt von Pierre Le Gros. Eine betrübte weibliche Figur neben einem am Boden liegenden Löwen symbolisiert die Eroberung von Limburg.
Die Reliefs der Südseite stellen die Einnahme von Besançon und den Bruch der Allianz der gegen Frankreich verbündeten Länder dar. Sie wurden von Martin Van den Bogaert genannt Desjardins (rechts) und Étienne Lehongre (links) geschaffen. Links wird Ludwig XIV. als Herkules mit Keule und Löwenfell dargestellt, der von der Siegesgöttin Victoria mit einem Lorbeerkranz bekrönt wird. Auf der linken Seite überreicht eine kniende Frau dem Sonnenkönig die Schlüssel der Stadt Besançon.

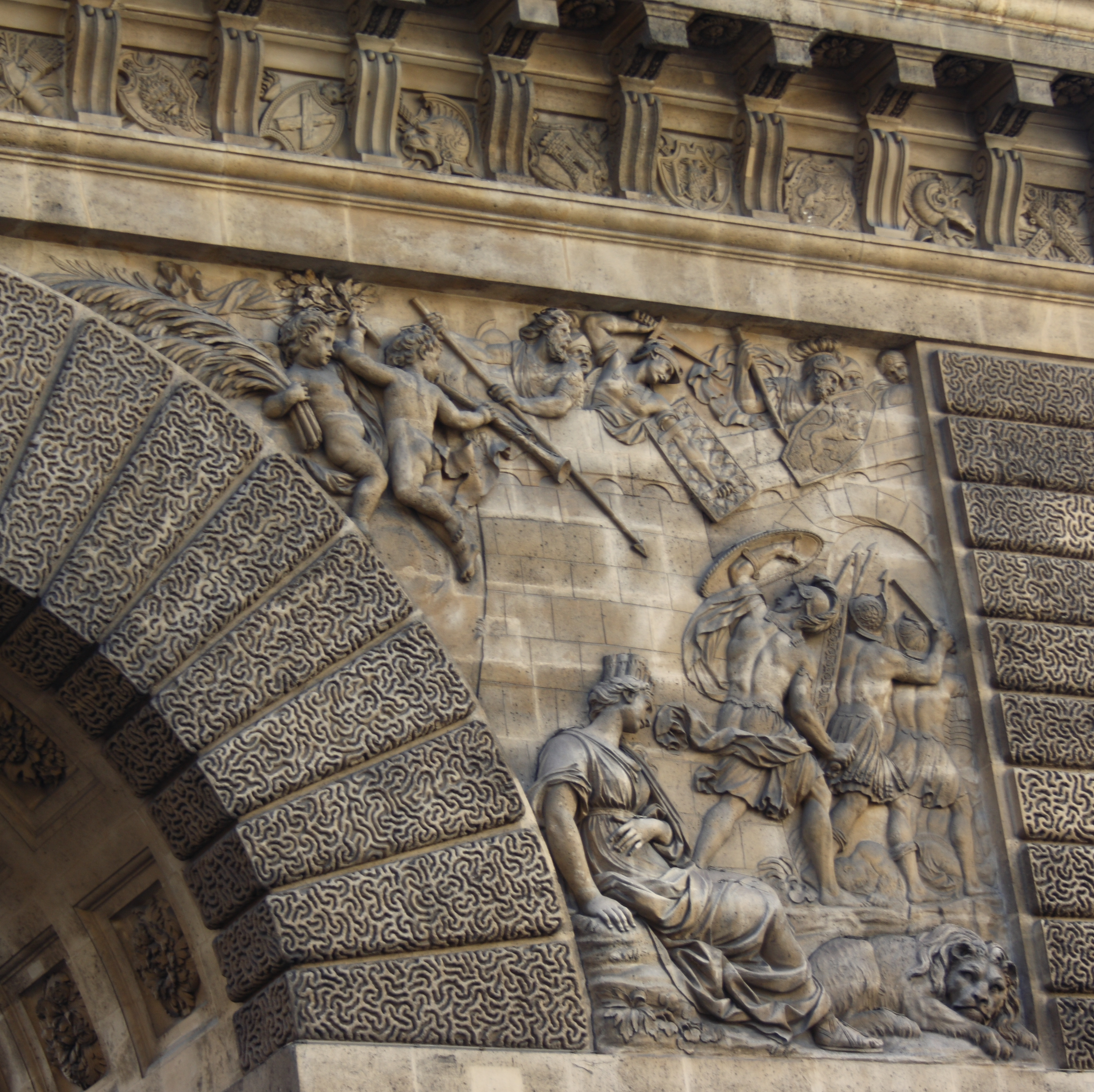
Einnahme von Limburg
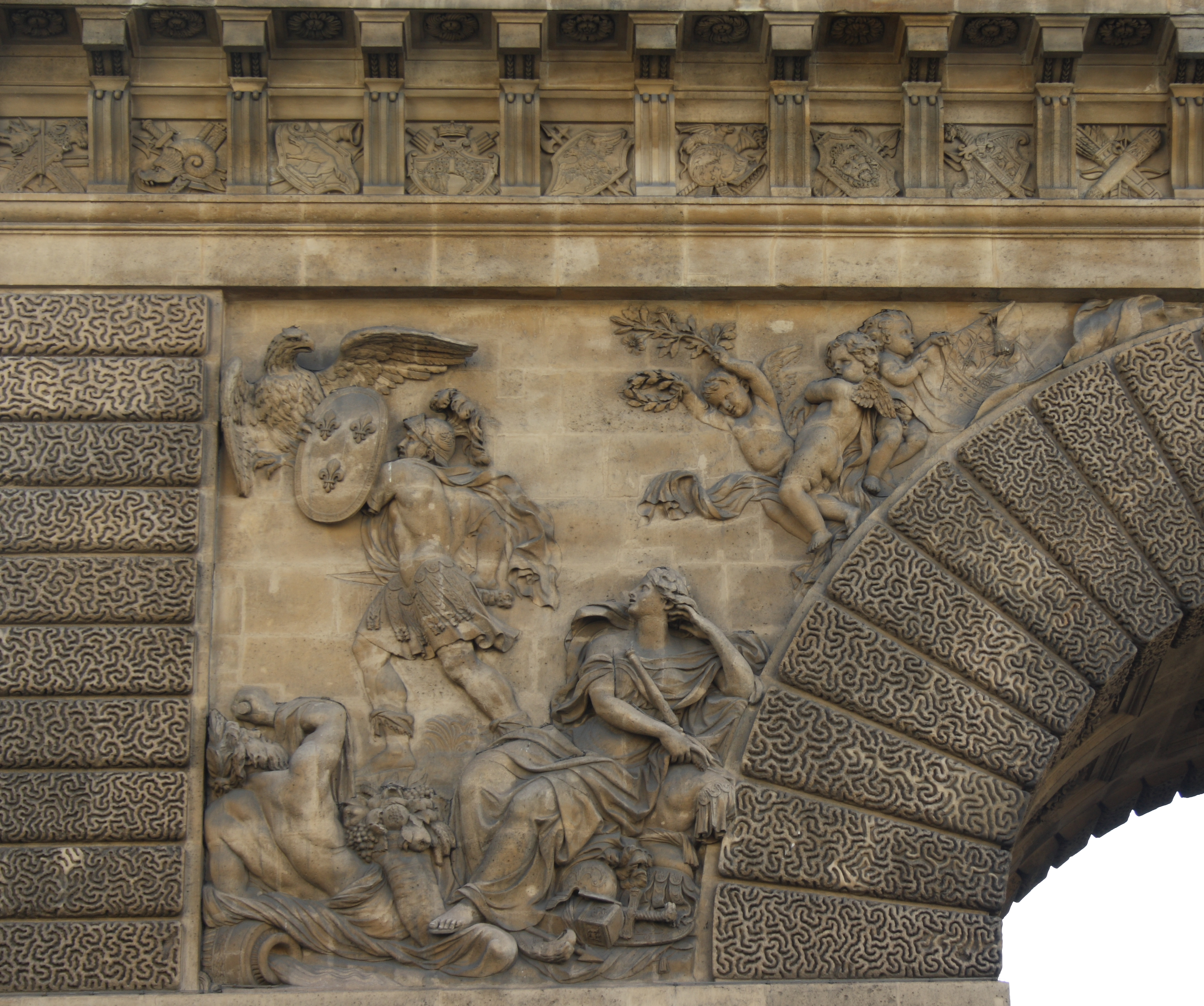
Ludwig XIV. als Kriegsgott Mars
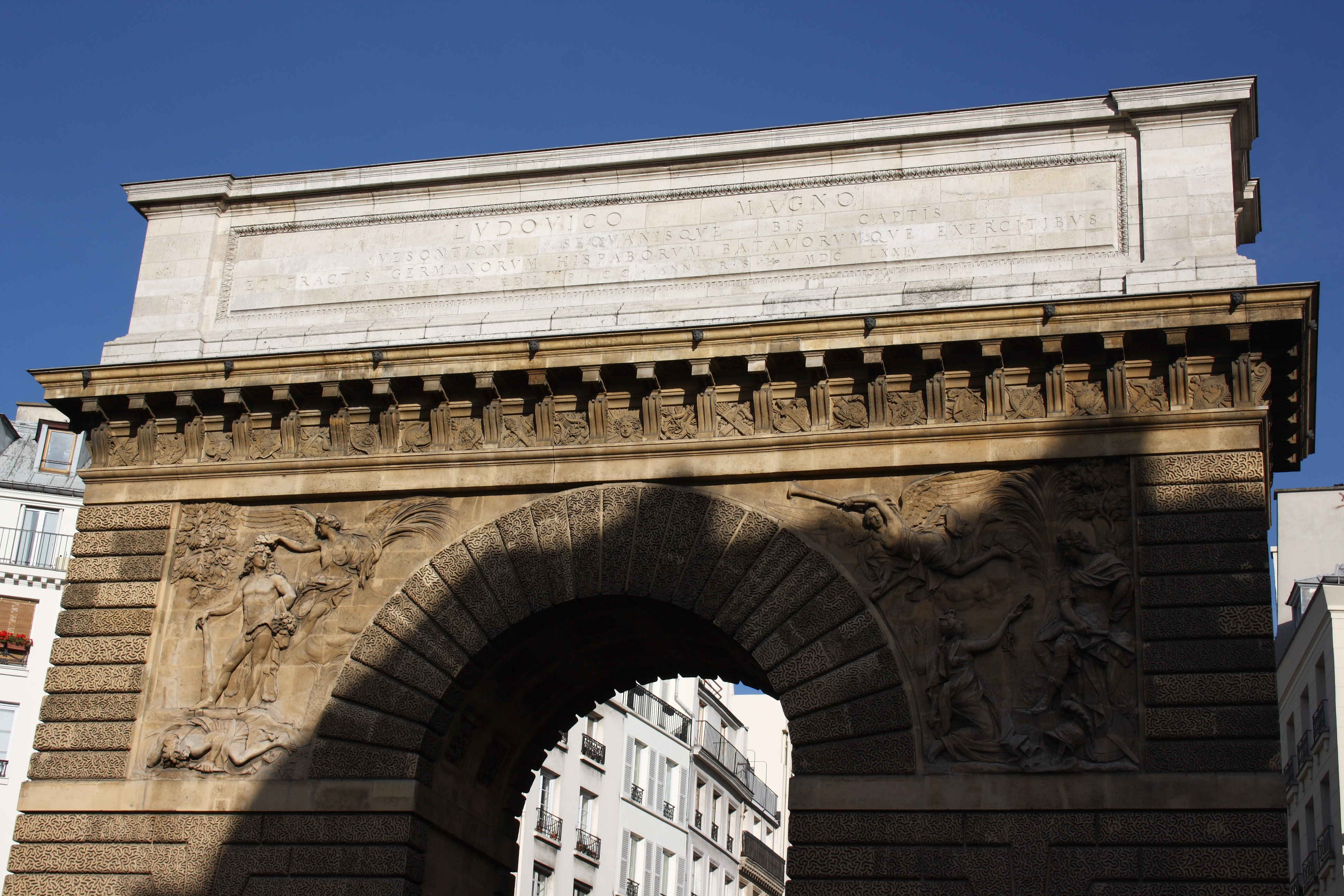
Südseite
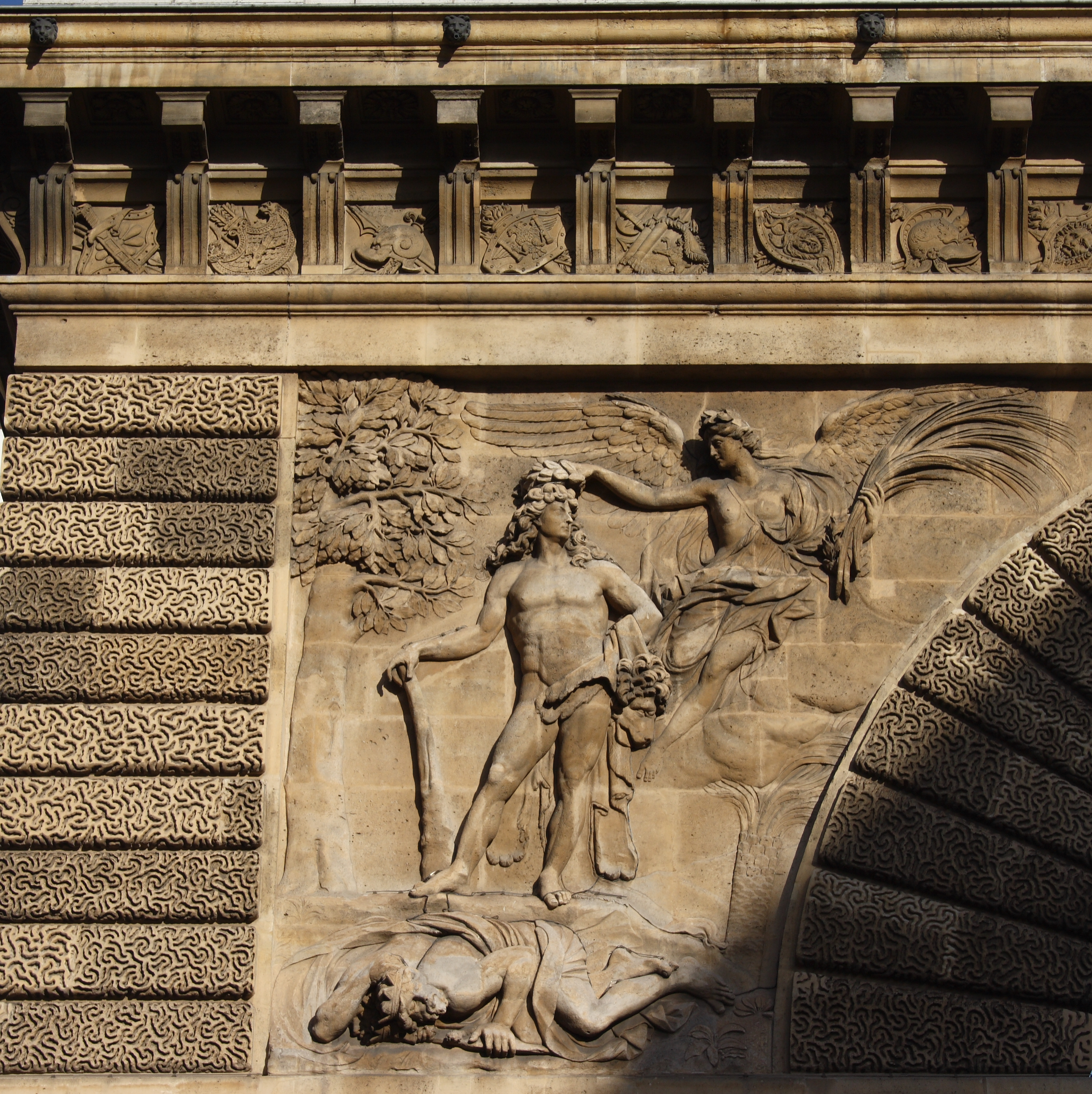
Ludwig XIV. als Herkules
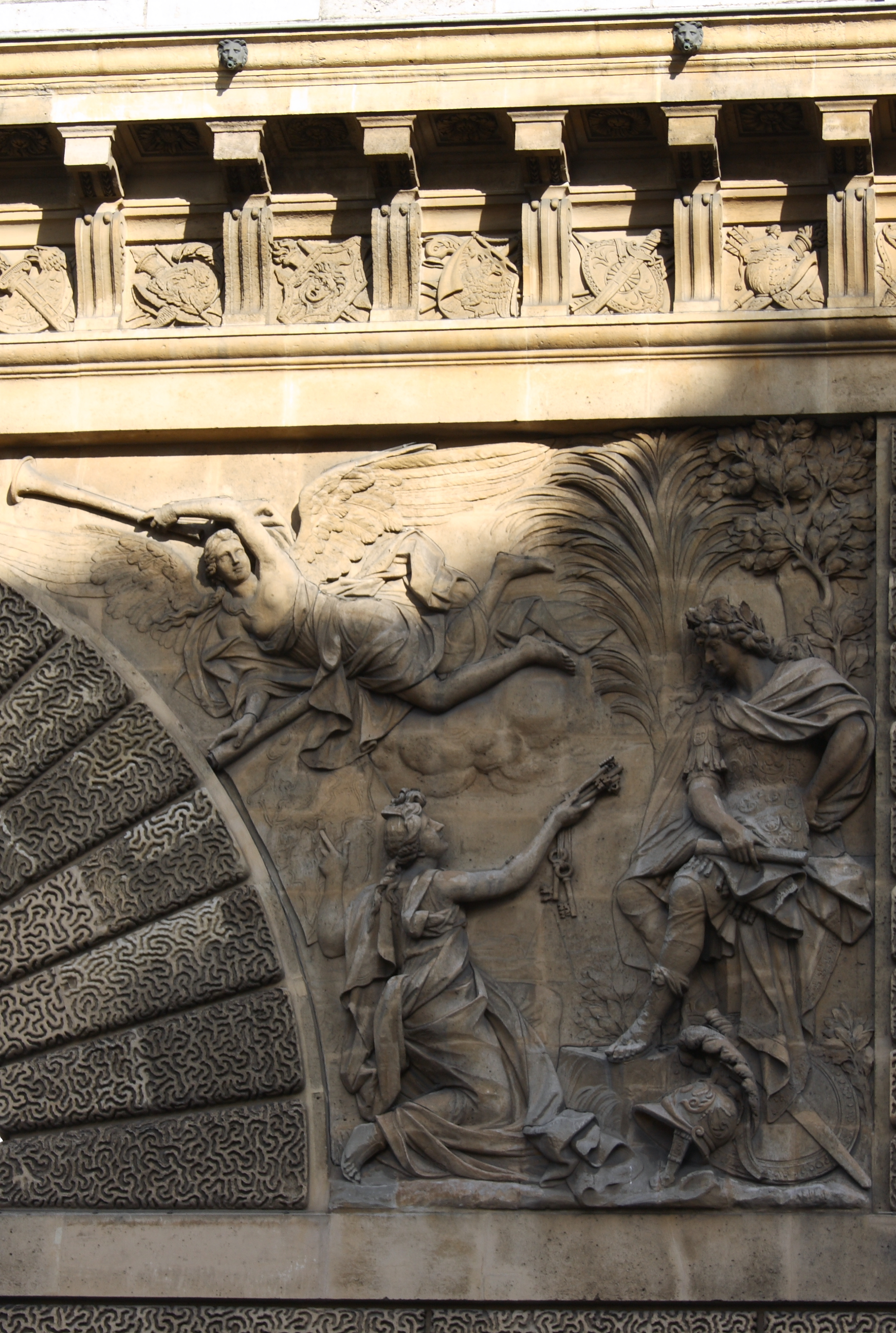
Einnahme von Besançon

Auf der Südseite der mit Marmor verkleideten Attika ist die lateinische Inschrift eingemeißelt: LUDOVICO MAGNO VESONTIONE SEQUANISQUE BIS CAPTIS ET FRACTIS GERMANORUM HISPABORUM BATAVORUMQUE EXERCITIBUS. PRAEF. ET AEDIL. P. C.C. ANN. R. S. H. MDCLXXIV (Ludwig dem Großen, der zweimal Besançon und das Gebiet der Sequaner eingenommen und die Heere der Germanen, Hispanier und Batavier geschlagen hat, vom Prévôt des marchands und den Schöffen von Paris im Jahr 1674).
Die Nordseite trägt die Inschrift: LUDDOVICO MAGNO QUOD LIMBURGO CAPTO IMPOTENTES HOSTIUM MINAS UBIQUE REPRESSIT. PRAEF. ET AEDIL. P. C.C. ANN. R. S. H. MDCLXXV (Ludwig dem Großen, der nach der Einnahme von Limburg überall die Bedrohungen der ohnmächtigen Feinde zurückgewiesen hat, vom Prévôt des marchands und den Schöffen von Paris im Jahr 1675).